# Germán Garmendia
Germán Alejandro Garmendia Aranis (Copiapó, 25 de abril de 1990) es un youtuber, cantautor, comediante y escritor chileno. Se hizo famoso por su canal de YouTube HolaSoyGerman, donde subía videos humorísticos sobre situaciones cotidianas. En 2013, creó su canal de videojuegos, JuegaGerman, que con el tiempo superaría en suscriptores a su canal anterior. 
En 2016, se convirtió en el primer youtuber en recibir dos placas de Diamante. Además de su carrera en YouTube, desarrolló una carrera musical con bandas como Zudex, Feeling Every Sunset y Ancud; también lanzó varias canciones en solitario. En abril de 2016, publicó su primer libro, #ChupaElPerro. En 2018, publicó otro libro, Di Hola. Ha recibido elogios por sus canales de YouTube. En los Premios MTV Millennial, ganó las categorías de Ícono Digital y Master Gamer en 2014 y 2015, respectivamente. Fue reconocido como una de las mayores estrellas de YouTube por The Washington Post, uno de los más populares por la BBC y uno de los más influyentes por la revista Time.
El 16 de mayo de 2024, el canal JuegaGerman se convirtió en el primer canal hispano en superar la cifra de los 50 Millones de suscriptores, siendo, a su vez, el primer canal de YouTube en Español en recibir el premio conocido popularmente como «Placa de Rubí», que se entrega a los creadores por superar dicha cantidad de suscriptores.
Actualmente, su canal JuegaGerman es el canal 74° en el mundo y cuenta con 53.9 Millones de suscriptores, además es el quinto youtuber con más suscriptores en español, detrás del canal español Mikecrack. En el presente, es el youtuber con más suscriptores de Chile.

## Primeros años
Germán Alejandro Garmendia Aranis nació el 25 de abril de 1990 en Copiapó (Chile), y vivió allí hasta los 12 años. En 1993, cuando tenía tres años, su padre, Germán Luis Garmendia, falleció en un accidente automovilístico la víspera de Navidad. Tras la muerte de su padre, él, su madre Cecilia del Carmen Aranis y su hermano Diego Garmendia viajaron por todo el país hasta establecerse en Los Vilos, una ciudad costera ubicada al norte de Santiago, donde vivió gran parte de su adolescencia. En ese pueblo conoció a su primer amor, a quien dedicó una canción llamada «Para Ti». Originalmente planeaba estudiar ingeniería civil, pero nunca lo llevó a cabo.
A los 13 años, él, su hermano y algunos amigos formaron una banda de pop rock llamada Zudex. En 2006, comenzó su carrera como youtuber subiendo videos de su banda. Se presentaron varias veces en festivales juveniles y escuelas, alcanzando cierto reconocimiento en ese ámbito. Obligaciones y responsabilidades individuales precipitaron el fin de la banda. A principios de la década de 2010, fue el vocalista de su siguiente grupo, Feeling Every Sunset.

## Carrera
El 9 de septiembre de 2011 subió el primer video de HolaSoyGerman titulado «Las cosas obvias de la vida». Los videos del canal consistían en monólogos humorísticos que hablaban de situaciones de la vida cotidiana. En entrevista con BBC Mundo afirmó que «El humor que hago en YouTube es bastante inocente. Siempre me ha gustado hacer reír burlándome de mí mismo, nunca de los demás». El 18 de mayo de 2013, creó otro canal de YouTube llamado JuegaGerman, y subió su primer video el 20 de junio del mismo año titulado «QUE FUE ESO? D: | Slender The Arrival | Parte 1», desde aquel momento sube contenido variado, principalmente videos de juegos.
Un youtuber español subió un video acusándolo de usar bots para aumentar artificialmente sus suscriptores. Cita un video eliminado de HolaSoyGerman, «Internet y Redes Sociales», en el que mostraba varios sitios web marcados como AddSocials, YouLikeHits y SocialClump, que supuestamente utilizan bots. Días después subió otro video en el que acusó a Germán de haber eliminado su video anterior por reclamos de derechos de autor. Posteriormente, otros youtubers también subieron videos dando por ciertas las acusaciones. El 24 de agosto de 2013, subió un vídeo respondiendo a estas acusaciones, afirmando que eran falsas, el cual acumuló más de 4 Millones de Visitas antes de ser eliminado. Ese mismo año, subió el video más popular de HolaSoyGerman titulado «Los Hermanos». A finales de 2013, a través de su canal HolaSoyGerman, que para entonces contaba con 12 Millones de Suscriptores, se convirtió en el segundo youtuber con más suscriptores, solo detrás de PewDiePie, según datos proporcionados por YouTube Rewind. En agosto de 2014 ganó la categoría «Icono digital» de los MTV Millennial Awards. En abril de 2014, estaba previsto que se presentara en Telmex Aldea Digital en el Zócalo (Ciudad de México). El evento tuvo muchos problemas: la charla que dio no tuvo buen sonido, la carpa se llenó con mucha más gente de la que podía soportar. La gente se empujó y los que intentaron entrar resultaron heridos. Luego de que la Secretaría de Seguridad Pública del Gobierno del Distrito Federal retomó el control de la situación, la multitud se dispersó y el evento fue cancelado. En octubre de 2015, Jack Black apareció en un vídeo titulado «Tipos de alumnos» para promocionar la película Goosebumps. En marzo de 2016, la banda de rock canadiense Simple Plan apareció en la introducción de un vídeo titulado «La Comida». En abril de 2016 alcanzaría los 10 Millones de Suscriptores en sus dos canales principales, HolaSoyGerman y JuegaGerman, lo que lo llevó a ser el primer youtuber en obtener dos placas de Diamante. En junio de 2016, ganó la categoría «Master Gamer» de los MTV Millennial Awards, en el Pepsi Center WTC de la Ciudad de México.
El 20 de noviembre de 2016 subió su último video de HolaSoyGerman, «Como Encontrar Trabajo». En un video de JuegaGerman titulado «Esto pasa si busco mi nombre en YouTube», explicó que el motivo de esta decisión se debió al extenso proceso que requirió para él crear cada video de ese canal, afirmando que en ocasiones le toma más de 22 horas. En 2018, era el quinto youtuber más popular en la plataforma. En agosto del mismo año ganó en la categoría Jugador Favorito de los Mexico Kids' Choice Awards. El 10 de diciembre de 2016 se presentó en el Club Media Fest en Argentina junto a su banda Ancud.
En septiembre de 2018, la página de Facebook Paradero UAH publicó un extracto de dos minutos de un video de JuegaGerman del 30 de agosto de 2014 titulado «OH POR DIOS, SOY EMO», en el que mientras juega Beyond: Two Souls, comienza a decir comentarios que fueron tildados de misóginos, repugnantes y sexistas. El clip se volvió viral a través de las redes sociales. Varios días después, subió un video titulado «Una Disculpa Y Reflexión Para Seguir Avanzando», en el que se disculpó por los comentarios hechos en el video de 2014. Axel Christiansen de La Tercera criticó el video. En 2019, su canal HolaSoyGerman, que hasta entonces contaba con 37 Millones de Suscriptores, estaba en enfrentamiento por ser el canal de habla hispana con más suscriptores a nivel mundial con la empresa mexicana Badabun, quien terminaría superándolo en suscriptores ese mismo año. En 2020, JuegaGerman llegaría a 40 millones de suscriptores y, en octubre del mismo año superaría a HolaSoyGerman. En octubre de 2021 ganó el Premio Leyend en los Premios Eliot, debido a su larga trayectoria en YouTube. En mayo de 2022, JuegaGerman terminaría superando a Badabun en suscriptores. En 2023 ganó la categoría de Mejor Trayectoria en los Premios ESLAND del youtuber español TheGrefg. En agosto de 2023, recibió los reconocimientos «Premio Trayectoria» y «Celebridad Chilena» en los Kids Choice Awards México 2023. El 26 de septiembre del mismo año, Garmendia se propuso un reto, el cual se basa en tener el short con más comentarios en la plataforma de YouTube, el video «NECESITO TU AYUDA», para 2024 logró posicionarse en el séptimo lugar.
En abril de 2024, el canal de HolaSoyGerman sería hackeado, lo que alarmó a sus aficionados, pero, gracias a la moderación de YouTube, el canal pudo recuperarse rápidamente. El 16 de mayo del 2024, JuegaGerman llegaría a 50 Millones de suscriptores, convirtiéndose en el Primer Canal de YouTube en Español en lograrlo, lo que a su vez lo convirtió en el primer youtuber hispano en obtener el reconocimiento popularmente conocido como Placa de Rubí. Tiempo después de este logro, perdería el puesto de creador hispano con más suscriptores ante Fede Vigevani. En este mismo año, Garmendia dio más prioridad a los videos cortos, subió muchos de estos los cuales rápidamente se volvieron muy virales, hasta diciembre de 2024 este formato representó el 15% de las reproducciones totales del canal JuegaGerman. En 2025, en un short titulado «¿Cuál fue mi PRIMER comentario?» mostró rápídamente su Placa de Rubí, y luego en un video titulado «Rompiendo RECORDS Mundiales FÁCILES», mostró nuevamente su botón de 50 Millones, agradeciendo por el premio y el apoyo.

## Literatura
El 5 de abril de 2016, subió un video promocional de su libro #ChupaElPerro: Uno que otro consejo, que no se lanzaría oficialmente hasta el 28 de abril de ese mismo año, editado por Penguin Random House, Altea y Alfaguara. Su libro es un manual de autoayuda donde ofrece «Germansejos», chistes y anécdotas. La frase del título «chupa el perro» es de origen chileno y hace una referencia sutil al sexo oral. En la jerga de HolaSoyGerman significa «¡vete al carajo!». Posteriormente, realizó una gira por Latinoamérica para promocionarlo; el 23 de abril, participó en la Feria Internacional del Libro de Bogotá (Colombia), firmando más de 100 000 ejemplares durante doce horas, a las que asistieron más de 50 000 personas. Esto le provocó una descompensación de salud, siendo trasladado a un centro asistencial para su recuperación. Durante su visita a la cuadragésima segunda edición de la Feria Internacional del Libro de Buenos Aires, el 7 de mayo en La Rural, vendió más de 8 000 ejemplares.
La primera tirada consistió en 170 000 ejemplares y, a mediados de mayo, estaba prácticamente agotada en España, Colombia, México y Argentina. En Chile, se vendieron 30 000 ejemplares, por lo que se encargó una segunda edición de 20 000. Para febrero de 2017, había vendido más de 43 000 ejemplares en ese país. El 14 de mayo, organizó una jornada de firma de libros en el Teatro La Cúpula, ubicado dentro del Parque O'Higgins, en la que se registraron 3 000 personas. El 16 de mayo, se convirtió en el libro de no ficción chileno más vendido. El 11 de junio, realizó una visita promocional al Parque Bicentenario (México), a la que asistieron más de 7 000 personas, de las cuales 4 500 adquirieron ejemplares autografiados.
En diciembre de 2017 anunció que escribiría un segundo libro y en el segundo semestre de 2018 firmó un contrato con el Grupo Planeta. En septiembre de 2018, anunció el lanzamiento de su novela de ficción, Di Hola, que es «una historia conmovedora sobre la lealtad, el amor y la amistad» protagonizada por Oscar y Natalie. Se estrenó el 9 de octubre de 2018 en Iberoamérica. Posteriormente realizó visitas promocionales en Bogotá el 26 de octubre y Lima el 2 de noviembre.

## Música

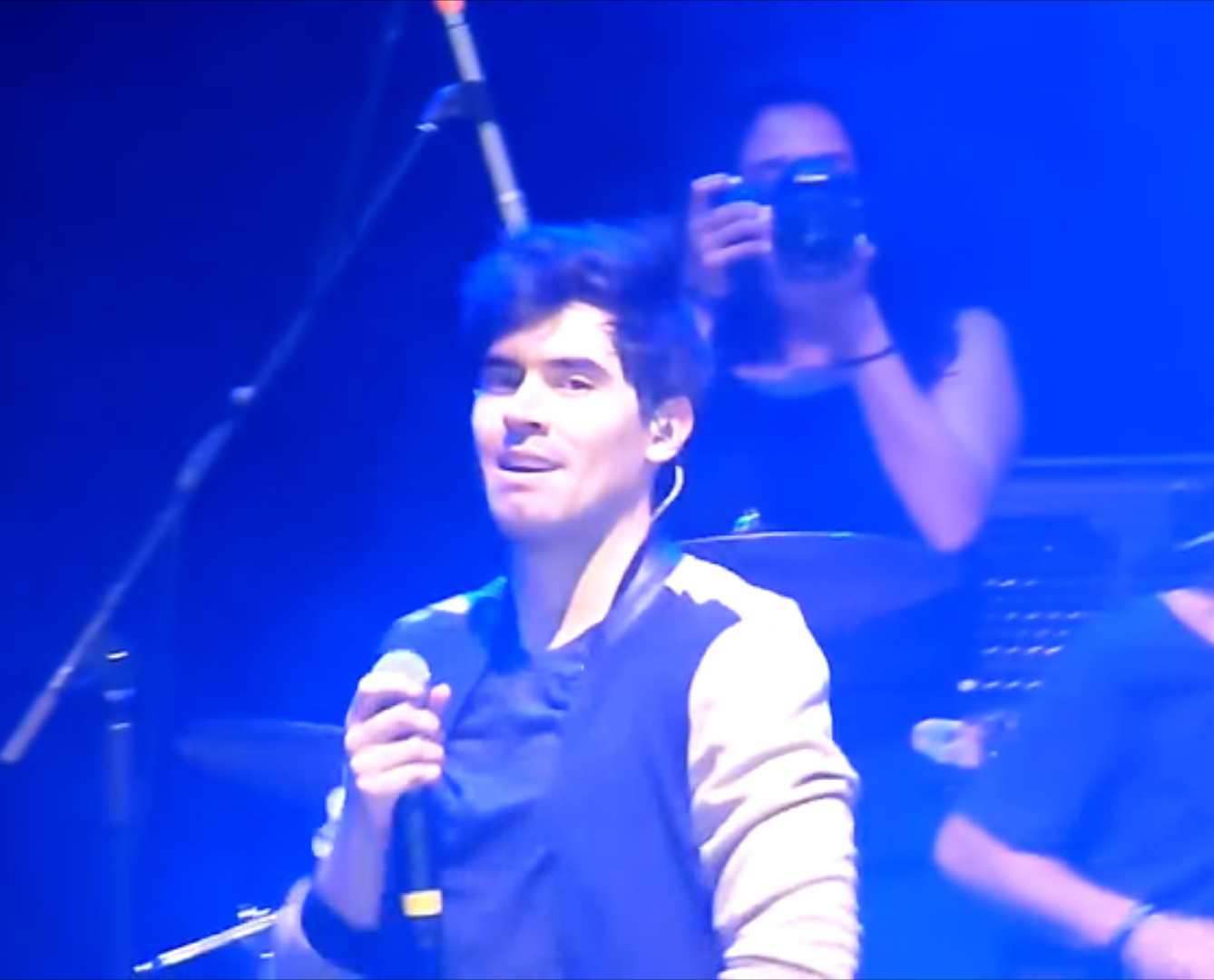
Garmendia en el teatro Colosseum, 2017

Fue vocalista de la banda Ancud, compuesta por él y su hermano Diego,  cuyo nombre se dio en honor a la ciudad homónima de Chiloé. El 5 de abril de 2016, lanzaron un EP de cuatro canciones, Así es normal. El 12 de noviembre de 2016, anunció vía Twitter que estaría presente en el tercer Club Media Fest, que se celebraría el 10 de diciembre de ese año, en el Club de Gimnasia y Esgrima de Buenos Aires. El 22 de noviembre, publicaron en la cuenta oficial de su banda el videoclip de «Cambia», una canción con «guitarras bastante suaves y melodías con Germán en el micrófono».
En marzo de 2017, Ancud fue nominado a las categorías de Mejor Artista de la Región Sur y Artista Revelación en la tercera edición de los Premios Heat de la Música Latina. En abril, lanzaron el álbum de estudio Se hacen realidad, que contiene cuatro canciones del EP anterior, Así es normal, además de tres canciones nuevas, incluyendo el sencillo homónimo que, al igual que «Cambia», contó con un videoclip promocional.
También anunciaron un concierto en vivo en el Teatro Caupolicán el 4 de noviembre de 2017, como parte de la gira latinoamericana Se hacen realidad Tour, cobrando 40 000 pesos por cancha, 28 000 por la platea baja y 15 000 por la alta. En La Tercera, Paulo Quinteros criticó el precio de la entrada, afirmando que cobrar 40 000 pesos era una «gran desfachatez». Posteriormente, debido a problemas logísticos, el concierto se trasladó al Teatro Coliseo, manteniendo la misma fecha y cobrando los mismos precios que antes.
Siguió su carrera musical como solista, su primera música se lanzó en septiembre de 2018 seria un cover de la canción «Supernova», del artista Ansel Elgort, su siguiente lanzamiento fue en marzo de 2020 «Tregua» en conjunto con la artista Wiinter, su canción «Plan B» fue lanzado en septiembre de aquel año, alcanzando la posición 123 en las listas puertorriqueñas. En diciembre de 2020 subió su canción «Simplemente Perfecta». A finales de diciembre de 2021, anunció el lanzamiento de su nueva canción, «Titán», siendo lanzada el 6 de enero de 2022, en sus cuentas oficiales de música, alcanzando el número seis en las listas chilenas durante cuatro semanas. En agosto del mismo año lanzó su canción titulada «Bajo la Lluvia». Su lanzamiento más reciente fue «TKM».

## Participación en otros medios
En agosto de 2014, publicó en HolaSoyGerman «Agua para África», donde muestra su apoyo a una campaña sin fines de lucro conocida como Agua Mi Caridad, cuyo principal objetivo era recaudar 100 000 dólares para ayudar a la región norte del Sahel. En septiembre de ese año, se recaudaron 72 000 dólares. En junio de 2015, protagonizó un anuncio de la marca mexicana de botanas Crujitos. En 2016, dobló la voz de Julián en La Era de Hielo: Choque de mundos al Español Latino, cuyo personaje fue descrito por el propio Garmendia como «ruidoso y escandaloso».
En junio de 2016, asistió a los Juegos Olímpicos de Río de Janeiro 2016, corriendo más de 200 metros con la llama olímpica en Foz de Iguazú, antes de entregársela a Calu Rivero. La inclusión de ambos en los Juegos Olímpicos de 2016 generó bastante controversia, y también recibió numerosas críticas. El periódico digital chileno El Dínamo cuestionó la inclusión de Garmendia en dicha gira, preguntándose si «no había nadie más en Chile». En enero de 2017, él y la desarrolladora HsG Games publicaron German Quest, un videojuego exclusivo para teléfonos inteligentes con sistema operativo Android. El juego inicialmente obtuvo entre 17 000 y 100 000 descargas.
En marzo de 2017, él y su hermano abordaron el barco Rainbow Warrior III y visitaron las comunas de Ancud, Chiloé y Pudeto para apoyar la campaña de Greenpeace «Salvemos los mares del fin del mundo», cuyo objetivo era la protección de los océanos del sur de América.
Desde el 9 de abril de 2018, fue embajador en Chile de la Fundación Make-A-Wish.
En octubre de 2020, Garmendia apoyó a la Organización Equus, organización sin fines de lucro que rescata y ayuda a caballos y demás animales, dona todo el dinero que recauda de las membresías de JuegaGerman.

En diciembre de 2021, participó en la Mesa Digital de la Teletón, donde donó 30 000 000 de pesos chilenos a favor de la región de Antofagasta. También participó en un episodio del programa Socios de la Hamburguesa, dirigido por Pancho Saavedra. En ella se dedicó a charlar con Saavedra, Jorge Zabaleta y Pedro Ruminot, este último declaró que contactó a Germán para aparecer en un antiguo programa de CHV, El club de la comedia.

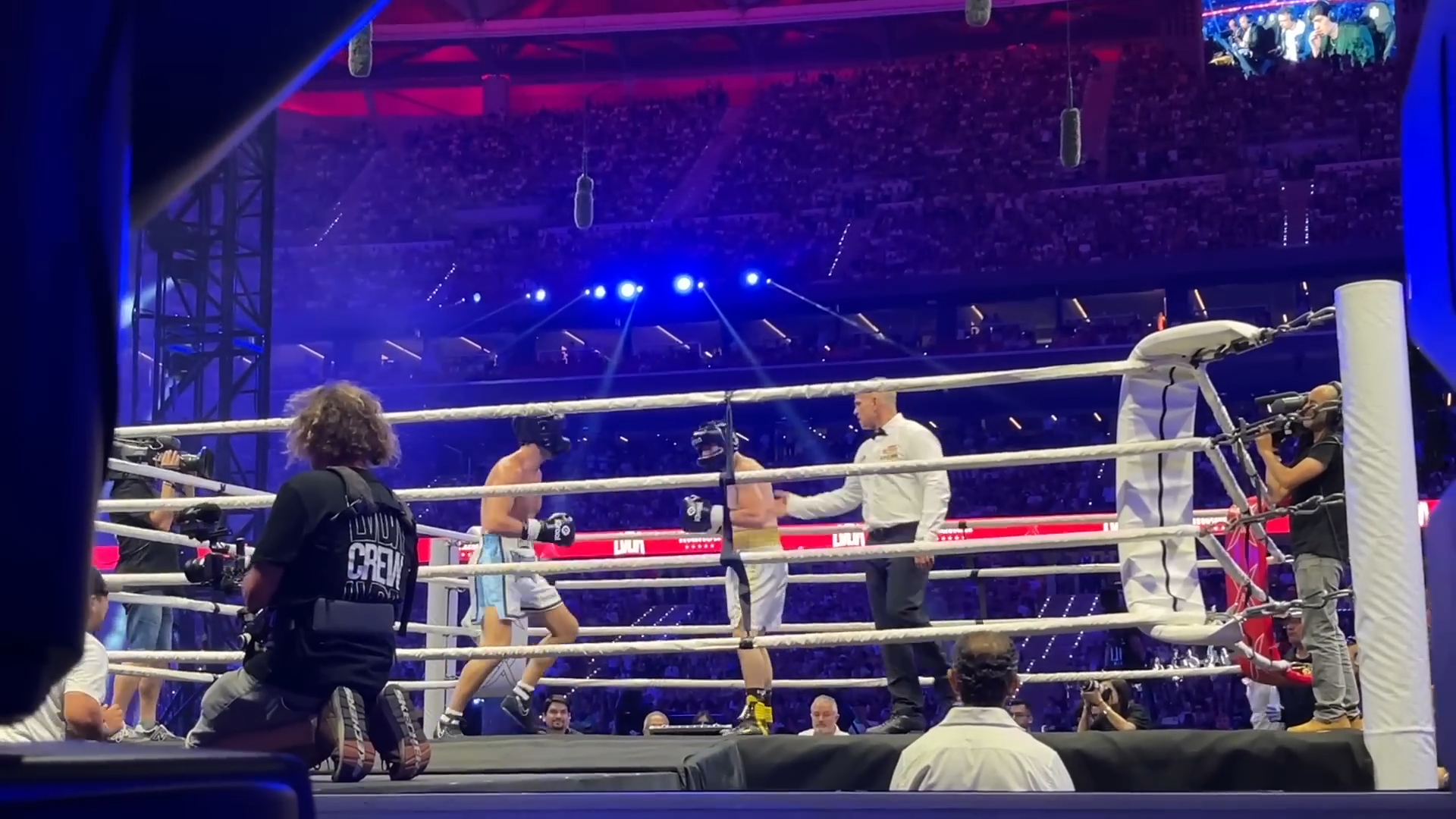
Garmendia en La Velada del Año 3

El 27 de febrero de 2023 fue invitado a participar en La Velada del Año 3 del streamer español Ibai Llanos, donde se enfrentaría al streamer argentino Coscu en un combate de boxeo el 1 de julio. Durante el combate de boxeo, perdió por nocaut. En diciembre de 2023, fue invitado por Gerard Piqué para que sea presidente de un equipo de Kings League, llamó a su equipo Real Titán. El 4 de noviembre de 2024, Garmendia, Fede Vigevani, Ricky Limón y demás compañeros visitaron las oficinas de MrBeast, aprovecharon la junta para crear contenido para sus respectivos canales. En enero de 2025, viajó a Dubái para dar una conferencia en el evento de 1 Billion Followers Summit, en donde habló de su carrera, éxitos, fracasos, consejos para la creación de contenido y más. El 5 de abril de 2025, Garmendia fue invitado a participar en el «YouTube Basketball Stars», un evento amistoso de baloncesto organizado por Fede Vigevani y MrBeast, que reúne a los creadores hispanohablantes más grandes para competir contra los creadores angloparlantes más relevantes. El evento ocurrió el 25 de abril, y sus compañeros de equipo fueron Fernanfloo, Ricky Limón, Ian Lucas, Ibai Llanos, Elvis Ude —thatkidelvis—, Eladio Carrión, Duki y Manu Ginóbili, quien fue el entrenador del equipo hispano. Se enfrentaron a MrBeast, Mark Rober, Chandler Hallow, Alex Stokes, Alan Stokes, Faze Rug, Marlon Lundgren —marlon3lg—, Nick Nayersina y D´Vontay Friga, quien fue el entrenador del equipo angloparlante. La partida acabó con victoria de los estadounidenses, con un marcador de 65 a 55. 
El 3 de mayo de 2025 se sumó como un nuevo «Player» de Red Bull, al momento de la incorporación, Max Verstappen le entregó su gorra oficial y le dio la bienvenida al grupo. Y más tarde asistió a un partido del equipo Inter de Miami FC en donde el futbolista venezolano Telasco Segovia le entregó una camisa personalizada del club. El día siguiente, participó en Wings For Life World Run, un evento benéfico que reúne a personas de todo el mundo para correr, se busca recaudar la mayor cantidad de dinero posible para la investigación de curas para lesiones de la médula espinal, la carrera tiene una regla simple, un vehículo persigue a los competidores y el último en ser alcanzado gana. Invitó a sus suscriptores a participar en el evento para apoyar la causa, ya sea de forma monetaria o paticipando en la carrera.

## Vida personal
En un video del 21 de noviembre de 2016, titulado «Mi Historia de Bullying», habló sobre el bullying que sufrió cuando tenía doce años, principalmente por su delgadez. «Desde pequeño era una persona bastante tímida e introvertida», explica Garmendia, razón por la cual su madre lo inscribió en clases de teatro con la intención de quitarle esa timidez que tenía en ese momento. También relata que «un día fui a la peluquería y tuve un trauma al cortarme el pelo porque cuando lo tenía corto me hacía ver más delgado. Recuerdo que estaba en la peluquería y, por alguna razón del destino, este grupo de chicos pasaban y se me acercaban y se burlaban».
En su testimonio, asegura: «Me acorralaron por estar delgado. Pensarán que nadie es intimidado por ello, pero cuando eres pequeño intentan lastimarte con cualquier cosa. Empecé a sentir que era la persona más diferente del mundo. Vi que todos estaban felices y yo estaba fuera de sí. Crecí con una vocecita en mi cabeza que decía "está mal ser quien eres"».
Entre 2015 a 2017 fue vegetariano por motivos éticos. En 2015, terminó su relación con la celebridad mexicana Allison Smith y luego decidió regresar a su país natal después de haber vivido muchos años en México. El 29 de mayo de 2016 subió un video titulado «Mi novia», en el que reveló su relación con la youtuber, actriz, cantante y exconductora de Red Bull y MTV, Lenay Chantelle Olsen, conocida en las redes sociales como Lele.
En marzo de 2017, durante su estadía en México, subió el video «Esto tiene que parar… por favor», en el que habla de todo el acoso que él y su novia Lenay recibieron por parte de algunos fanáticos. En su video de una hora y seis minutos cuenta varias anécdotas, en una de ellas un grupo de personas se instaló en la sala de su casa luego de que le dejaran la puerta abierta a su hermano, además afirma que «en mi casa me siento como en un zoológico». Por otro lado, afirmó que debido a este hostigamiento tuvo que mudarse de casa 20 veces y también mostró un video en el que se ve a unos jóvenes trepando por las paredes de la casa y el techo, para poder mirar hacia adentro a través de las ventanas del segundo piso y grabar con sus celulares o cámaras.
En 2021 regresaría a vivir a Chile por un tiempo. En su estadía siguió creando contenido para JuegaGerman y daría algunas entrevistas. En diciembre del mismo año, haría aparición en el programa de Teletón Chile (evento benéfico televisivo realizado anualmente en dicho país), en el cual aportó con una donación de 30 millones de pesos chilenos —32 mil dólares aproximadamente—.En 2022 volvería a residir en Estados Unidos.
El 1 de enero de 2025, él junto con Lele se encontraban celebrando el año nuevo en las calles de Nueva Orleans. A las 3 a. m. se retiraron del lugar para descansar para que poco tiempo después, a las 3:15 a. m. ocurriera un ataque en aquel lugar, con un saldo de quince personas muertas y decenas de heridos; esta noticia alarmó a sus seguidores, debido a que sabían que ellos estaban en el sitio. Garmendia después de un tiempo decidió hablar sobre el tema, alegando que se encontraban fuera de peligro, y entre las explicaciones, declaró que tuvieron suerte de retirarse minutos antes del incidente, ya que su intención era seguir celebrando en aquel lugar.

## Imagen pública

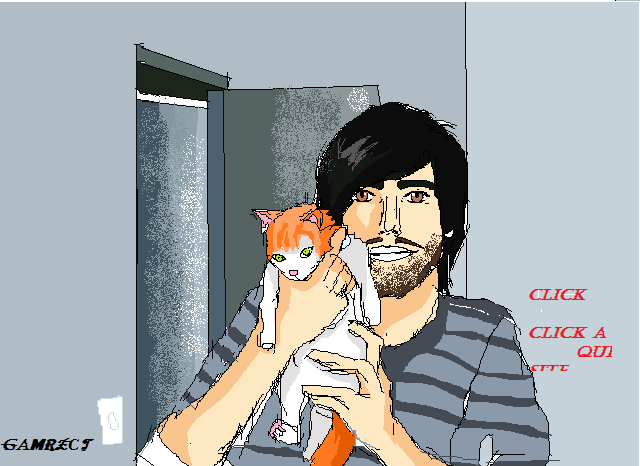
Fan art de Germán.

El 23 de julio de 2015, Garmendia figuraba en el segundo lugar de un artículo de la revista estadounidense Washington Post escrito por Cecilia Kang, describiéndolo como alguien «enloquecido y hablando a la velocidad del rayo». Otros YouTubers incluidos en la lista son Ryan Higa conocido como NigaHiga, Jenna Marbles, el dúo Smosh, y  PewDiePie.
En diciembre de 2016, fue incluido en la lista de «Los YouTubers mejor pagados» según la revista Forbes, siendo el único YouTuber latinoamericano en la lista en 2018, la BBC lo eligió como el segundo YouTuber más popular en la plataforma. El 16 de julio de 2019 fue incluido en la lista de «las 25 personas más influyentes en Internet», realizada por la revista Time. En septiembre de 2020, Monitor Information Agency lo incluyó en su lista Top 5 de los vloggers más rentables.
En junio de 2024, Garmendia fue incluido en un artículo de YouTube Official Blog titulado «¡Estos tres creadores la están rompiendo y ya tienen más de 50 MILLONES de suscriptores!» por su logro con JuegaGerman. En este artículo también se mencionaron creadores amigos como Fede Vigevani y YOLO AVENTURAS.

## Filmografía
| Año  | Título                            | Personaje | Notas                                  | Ref.    |
| ---- | --------------------------------- | --------- | -------------------------------------- | ------- |
| 2016 | La era de hielo: Choque de mundos | Julián    | Doblaje al español para Hispanoamérica | [ 194 ] |

## Canales de YouTube
| Canales propios    | Canales propios | Canales propios | Canales propios | Canales propios | Canales propios | Canales propios  | Canales propios   | Canales propios   | Canales propios   | Canales propios   | Canales propios |
| Nombre del canal   | Año de creación | Videos          | Estado          | Categoría       | Suscriptores    | Vistas           | Placas de YouTube | Placas de YouTube | Placas de YouTube | Placas de YouTube | Ref.            |
| ------------------ | --------------- | --------------- | --------------- | --------------- | --------------- | ---------------- | ----------------- | ----------------- | ----------------- | ----------------- | --------------- |
| Zudex              | 2006            | 12 videos       | Inactivo        | Música          | 63,1 mil        | +3.56 millones   | —                 | —                 | —                 | —                 | [ 195 ]         |
| FeelingEverySunset | 2010            | 9 videos        | Inactivo        | Música          | 234 mil         | +13.29 millones  | 100.000           |                   |                   |                   | [ 196 ]         |
| German Garmendia   | 2010            | 9 videos        | Inactivo        | Música          | 1,74 millones   | +37.28 millones  | 100.000           | 1.000.000         |                   |                   | [ 197 ]         |
| HolaSoyGerman.     | 2011            | 136 videos      | Inactivo        | Entretenimiento | 44,3 millones   | +4.94 billones   | 100.000           | 1.000.000         | 10.000.000        |                   | [ 198 ]         |
| HolaSoyGerman2     | 2011            | 11 videos       | Inactivo        | Entretenimiento | 3,24 millones   | +43.89 millones  | 100.000           | 1.000.000         |                   |                   | [ 199 ]         |
| JuegaGerman        | 2013            | 2.324 videos    | Activo          | Gaming          | 53,9 millones   | +17.05 billones  | 100.000           | 1.000.000         | 10.000.000        | 50.000.000        | [ 200 ]         |
| Ancud              | 2016            | 25 videos       | Inactivo        | Música          | 1,91 millones   | +138,79 millones | 100.000           | 1.000.000         |                   |                   | [ 201 ]         |
| GermanComiendo     | 2020            | 1 video         | Inactivo        | Entretenimiento | 107 mil         | +567 mil         | 100.000           |                   |                   |                   | [ 202 ]         |
| Juanito Alcachofa  | 2022            | 1 video         | Inactivo        | Entretenimiento | 335 mil         | +1,82 millones   | 100.000           |                   |                   |                   | [ 203 ]         |
| El Baúl de Germán  | 2023            | 41 videos       | Inactivo        | Gaming          | 472 mil         | +37,02 millones  | 100.000           |                   |                   |                   | [ 204 ]         |

## Récords personales en YouTube
- «Los Hermanos» es el video más visto de HolaSoyGerman, con más de 146 Millones de Vistas.[205]

- «Si me río se acaba el video» es el video (Short) más visto de JuegaGerman, con más de 106 Millones de Vistas.[206]

- «NECESITO TU AYUDA 🌎», de JuegaGerman, es el quinto Short de YouTube con más comentarios del mundo, con 3.200.000 comentarios.[65]

- HolaSoyGerman es el canal inactivo con más suscriptores del mundo.
- JuegaGerman es el cuarto canal de Gaming con más suscriptores del mundo.[207]

- Entre junio de 2015 y noviembre de 2017, HolaSoyGerman fue el segundo canal con más suscriptores de YouTube, solo por detrás de PewDiePie.[208]

- En 2016 se convirtió en el primer youtuber en obtener dos Placas de Diamante en el mundo.[209]
- Entre 2017 y 2019, JuegaGerman fue el decimocuarto (14°) canal con más suscriptores de YouTube.

- En 2020 logró ser el primer youtuber en el mundo en tener dos canales que sobrepasen la cifra de 40 Millones de Suscriptores.
- En mayo de 2024, con su canal JuegaGerman se consagró como el primer youtuber en español llegar a 50 Millones y obtener la Placa de Rubí.

- Germán Garmendia, con HolaSoyGerman y luego con JuegaGerman, ocupó el Top 1 de Creadores Individuales Hispanos durante 11 años y 3 meses, desde febrero de 2013 hasta el 21 de mayo de 2024.[210] Y en el Top de Chile ha ocupado el primer lugar desde 2012 hasta la actualidad.[211]

- En su larga trayectoria y con sus diversos canales ha conseguido 17 placas de YouTube hasta el día de hoy, los reconocimientos son: 9 Placas de Plata, 5 Placas de Oro, 2 Placas de Diamante, y una Placa de Rubí.
- Los canales JuegaGerman y HolaSoyGerman, en conjunto, han generado 98 millones de suscripciones y 22 billones (Mil millones) de vistas.[198][200]
- Figura como la cuadragésima tercera (43°) persona más seguida del mundo, con más de 180 Millones de Seguidores en todas sus Redes Sociales,  sumando sus seguidores de YouTube, TikTok, Instagram, Facebook, X/Twitter y Twitch.[212]

## Discografía

### Zudex
- 2006: Hecho en Casa
- 2007: Punto de partida
- 2008: Mil sueño
- 2009: Rande rande

### Feeling Every Sunset
- 2010: Cuando desees recordar mi voz
- 2010: It's Just a Game
- 2011: Die Trying

### Ancud
- 2016: Así es normal
- 2017: Se hacen realidad

## Premios y nominaciones
| Año  | País                               | Premios                       | Categoría                | Trabajo       | Resultado | Ref.    |
| ---- | ---------------------------------- | ----------------------------- | ------------------------ | ------------- | --------- | ------- |
| 2012 | Bandera de Estados Unidos          | Premios People en español     | Rey de Twitter           | HolaSoyGermán | Nominado  | [ 213 ] |
| 2013 | Bandera de México                  | MTV Millennial Awards         | Ícono digital del año    | Él mismo      | Nominado  | —       |
| 2014 | Bandera de México                  | MTV Millennial Awards         | Ícono digital del año    | Él mismo      | Ganador   | [ 214 ] |
| 2015 | Bandera de México                  | MTV Millennial Awards         | Ícono digital            | Él mismo      | Nominado  | [ 215 ] |
| 2015 | Bandera de México                  | Master Gamer                  | Ganador                  | Él mismo      |           | [ 215 ] |
| 2016 | Bandera de México                  | MTV Millennial Awards         | Ícono digital            | Él mismo      | Nominado  | —       |
| 2016 | Bandera de México                  | MTV Millennial Awards         | Master Gamer             | Él mismo      | Ganador   | —       |
| 2016 | Bandera de Estados Unidos          | Premios Streamy               | Internacional            | Él mismo      | Nominado  | —       |
| 2017 | Bandera de la República Dominicana | Premios Heat Latin Music      | Mejor artista región sur | Ancud         | Nominado  | [ 216 ] |
| 2017 | Bandera de la República Dominicana | Premios Heat Latin Music      | Artista revelación       | Ancud         | Nominado  | [ 216 ] |
| 2018 | Bandera de México                  | Kids' Choice Awards México    | Gamer Favorito           | Él mismo      | Ganador   | [ 217 ] |
| 2018 | Bandera de Argentina               | Kids' Choice Awards Argentina | Gamer Favorito           | Él mismo      | Nominado  | —       |
| 2019 | Bandera de México                  | Kids' Choice Awards México    | Gamer Favorito           | Él mismo      | Nominado  | —       |
| 2020 | Bandera de México                  | Kids' Choice Awards México    | Gamer Favorito           | Él mismo      | Nominado  | [ 218 ] |
| 2023 | Bandera de México                  | Premios Esland                | Mejor trayectoria        | Él mismo      | Ganador   | [ 219 ] |
| 2023 | Bandera de México                  | Kids' Choice Awards México    | Premio trayectoria       | Él mismo      | Ganador   | [ 64 ]  |
| 2023 | Bandera de México                  | Kids' Choice Awards México    | Celebridad Chilena       | Él mismo      | Ganador   | [ 64 ]  |

## Libros
- Chupa el perro: uno que otro consejo para que no te pase lo que a un amigo. Penguin Random House Grupo Editorial. 2016. ISBN 978-987-736-106-3. OCLC 959280717.[220]
- Dí hola. Editorial Planeta Chilena S.A. 2018. ISBN 978-956-360-492-4. OCLC 1117404988.[221]

## Videojuegos
- Germán Quest (2017)[222]